# Dara I
Dara I (< *Dārāw < Dāryāw < persa antigo: Dārayavau-; cf. o pálavi Dāy) é uma figura mitológica do folclore iraniano e tradição oral, membro da semi-lendário dinastia caiânida.

## Vida
Dara era um membro da dinastia caiânida, simultaneamente filho e neto de Bamã Ardaxir e Homa Xerazade, filha do último. Em outra tradição, é dito que Homa morreu virgem. Bamã faleceu antes do nascimento de Dara e nomeou sua filha como regente do infante. Quando Dara nasceu, seu nascimento não foi revelado, e a criança foi colocada, junto com joias preciosas, em um caixão e exposto, dependendo da tradição, no rio Eufrates, no rio Tigre, no rio Cor em Fars, rio Estacre em Fars ou no rio Balque. Teria sido encontrado por um pisoeiro chamado Hormaz, ou um moleiro, que o teria chamado Darabe. Dara foi dado a estudiosos que o ensinaram o Avestá e seus comentários (Zande), tiro com arco, equitação, polo e habilidades semelhantes. Assim que soube de sua descendência através de sua mãe adotiva, entrou no serviço de Rasnavade, comandante-em-chefe de Homa, sua verdadeira mãe. Mais adiante, foi apresentado a sua mãe, que abdicou em seu nome.
Dara reinou por doze anos. Durante seu reinado, lutou contra Xuaibe, o comandante árabe da tribo dos cutaibes, e Filipe da Grécia, que foi derrotado e obrigado a pagar tributo e concordou em casar sua filha Naíde ou Halai com Dara. Embora grávida, foi mandada de volta para casa por causa de seu mau-hálito. Na Grécia, deu à luz Escandar. Este episódio representou a tentativa de estabelecer a ligação entre Alexandre, o Grande, e a casa real persa, tornando-o meio-irmão de Dara II (quiçá o histórico Dario III), seu filho. A introdução do sistema postal persa foi atribuída a Dara I, aparentemente refletindo um fato: a introdução ou reorganização do sistema postal por Dario I. A fundação da cidade de Darabeguerde em Pérsis foi atribuída a ele na maioria das fontes, embora em algumas outras Dara II foi creditado. A Babilônia foi citada como sua residência.